# 刈屋村
刈屋村（かりやむら）は、昭和30年（1955年）まで岩手県下閉伊郡にあった村。現在の宮古市刈屋・和井内にあたる。

## 地理
- 河川：刈屋川

## 沿革
- 明治22年（1889年）4月1日 - 町村制施行にともない、刈屋村と和井内村が合併して新制の東閉伊郡刈屋村が発足。
- 1897年（明治30年）4月1日 - 郡の統合により北閉伊郡・中閉伊郡・東閉伊郡が合併して下閉伊郡が発足[1]。下閉伊郡刈屋村となる。
- 昭和30年（1955年）2月1日 - 茂市村と合併し、新里村となる。

## 行政
- 歴代村長

| 代 | 氏名         | 就任                       | 退任                       | 備考 |
| -- | ------------ | -------------------------- | -------------------------- | ---- |
| 1  | 川原田愛五郎 | 明治22年（1889年）7月10日  | 明治24年（1891年）5月21日  |      |
| 2  | 船越金平     | 明治24年（1891年）5月28日  | 明治27年（1894年）1月10日  |      |
| 3  | 米田義徳     | 明治27年（1894年）1月11日  | 明治35年（1902年）2月4日   |      |
| 4  | 刈屋多見衛   | 明治35年（1902年）2月5日   | 大正7年（1918年）2月4日    |      |
| 5  | 馬場清市     | 大正7年（1918年）5月1日    | 大正12年（1923年）7月3日   |      |
| 6  | 刈屋多見衛   | 大正12年（1923年）12月22日 | 大正14年（1925年）12月21日 | 再任 |
| 7  | 佐藤勝応     | 大正14年（1925年）12月22日 | 昭和18年（1943年）12月21日 |      |
| 8  | 葛巻谷蔵     | 昭和19年（1944年）5月2日   | 昭和22年（1947年）1月20日  |      |
| 9  | 大森庄次郎   | 昭和22年（1947年）1月21日  | 昭和26年（1951年）4月4日   |      |
| 10 | 古舘直之     | 昭和26年（1951年）4月23日  | 昭和30年（1955年）1月31日  |      |

## 交通

### 鉄道
- 国鉄小本線：岩手刈屋駅 - 岩手和井内駅 - 押角駅